# 信楽陶苑たぬき村
信楽陶苑たぬき村（しがらきとうえんたぬきむら）は、滋賀県甲賀市信楽町牧にある観光施設である。

## 概要
信楽焼の販売・陶芸教室やレストラン・土産物の販売等を行う施設であり、「本館」・「たぬき館」・「作陶館」の3館と「Ponpoko Factory」（2021年3月13日開店）から成る。本館の出入口脇に巨大たぬきの親子三体があり、当施設のシンボルとなっている。ちなみに、親たぬきの高さは5 m34 cmである。

## 施設
下記の各施設を有する。陶芸教室とファストフードを除く各料理はすべて予約制となっている。
本館
- お食事処茶つみ亭[6]
- 土産物・信楽焼売店
- 巨大たぬきの親子 - 出入口脇に立つ。

たぬき館
- たぬき村大鳥居
- 狸一万匹広場
- 狸地蔵尊
- 登り窯・穴窯
- レストラン

作陶館
- 陶芸教室 - 電動ロクロ・手びねり・絵付け・たぬきづくりの各コースがあり[5]、同教室と食事をセットにしたコースの設定もある[5]。
- レストラン

PonPoko Factory
- レストラン - バーベキュー（4名以上から[7]）・プレートランチ・ファストフード[7]

（位置に関する出典 - 『PonPoko Factory』開設前：、『PonPoko Factory』開設後：）

## 利用案内
- 営業時間：10時00分 - 17時00分[1]
- 休業日：無休（※年末年始を除く）[1]

## アクセス
鉄道
- 信楽高原鐵道信楽線雲井駅下車、徒歩10分[9]。

自動車
- 新名神高速道路信楽IC下車、南へ約2分[9]。  - （駐車場：普通車100台、大型車20台[9]）